# Lasiocercis tricoloripennis
Lasiocercis tricoloripennis là một loài bọ cánh cứng trong họ Cerambycidae.